# Cannonia
Cannonia is een geslacht van kevers uit de familie bladkevers (Chrysomelidae).
De wetenschappelijke naam van het geslacht werd in 1949 gepubliceerd door Hincks.

## Soorten
- Cannonia meridionalis (Weise, 1901)
- Cannonia occidentalis (Weise, 1901)
- Cannonia petersi (Bertoloni, 1868)
- Cannonia sagonai (Laboissiere, 1921)